# Fayette (Town)
Die Town of Fayette ist eine von 18 Towns im Lafayette County im US-amerikanischen Bundesstaat Wisconsin. Im Jahr 2010 hatte die Town of Fayette 376 Einwohner.
Town hat in Wisconsin eine grundlegend andere Bedeutung, als im übrigen englischsprachigen Bereich. Vielmehr entspricht sie den in den anderen US-Bundesstaaten üblichen Townships, die nach dem County die nächstkleinere Verwaltungseinheit bilden.

## Geografie

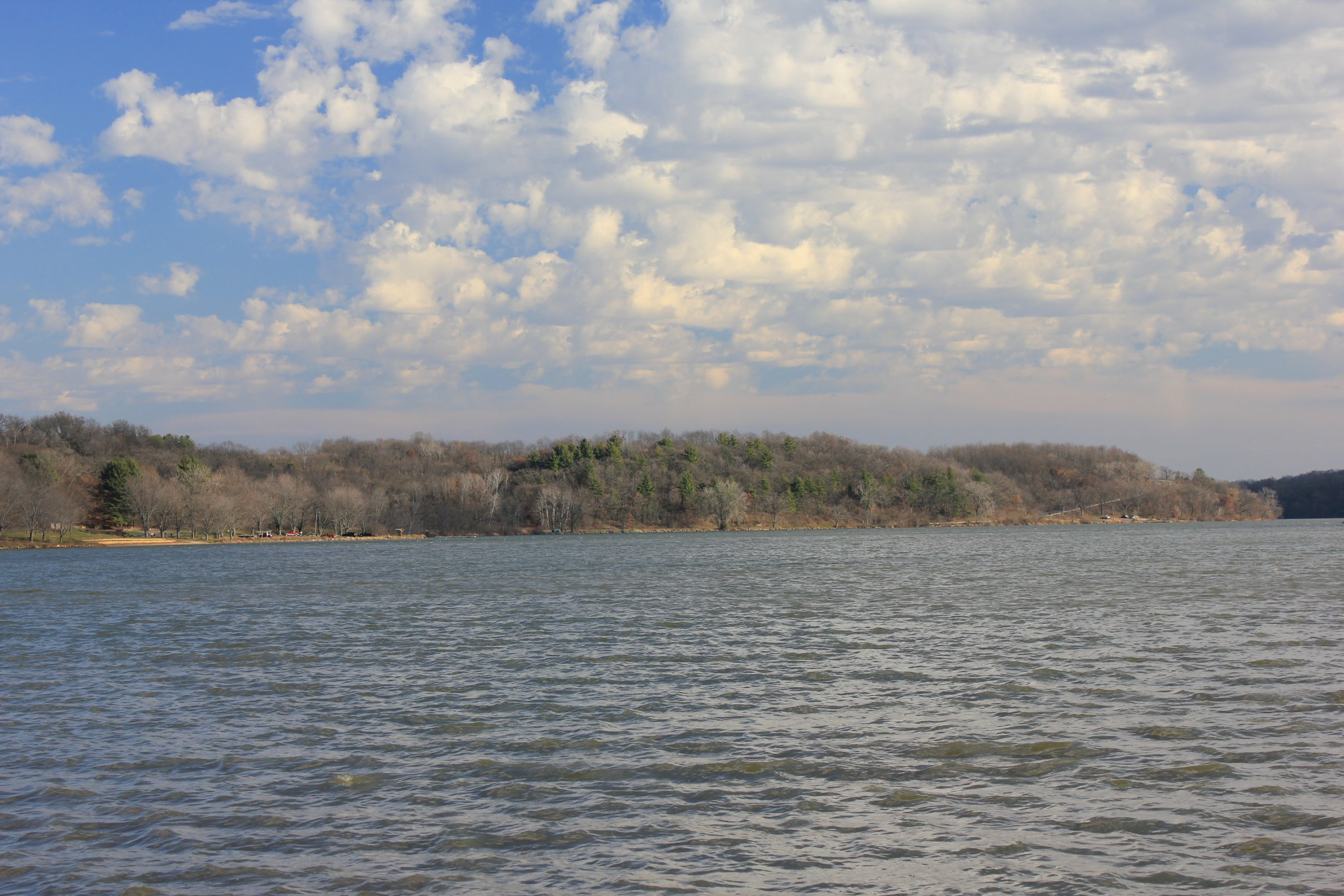
Yellowstone Lake State Park

Die Town of Fayette liegt im Südwesten Wisconsins, rund 70 km östlich des Mississippi, der die Grenze zu Iowa bildet. Die Grenze zu Illinois befindet sich rund 30 km südlich.
Die Koordinaten der geografischen Mitte der Town of Fayette sind 42°46′37″ nördlicher Breite und 89°59′47″ westlicher Länge. Sie erstreckt sich über eine Fläche von 93,1 km², die sich auf 91,2 km² Land- und 1,9 km² Wasserfläche verteilen. 
Im Osten der Town of Fayette liegt der Yellowstone Lake und der diesen umgebende Yellowstone Lake State Park.
Die Town of Fayette liegt im Nordosten des Lafayette County und grenzt an folgende Nachbartowns:
| Town of Mineral Point (Iowa County) | Town of Waldwick (Iowa County)              | Town of Moscow (Iowa County)     |
| Town of Willow Springs              | Kompassrose, die auf Nachbargemeinden zeigt | Town of Blanchard Town of Argyle |
|                                     | Town of Lamont                              |                                  |

## Verkehr
Die County Highways D, F und G treffen in der Town of Fayette zusammen. Alle weiteren Straßen sind untergeordnete Landstraßen oder teils unbefestigte Fahrwege.
Die nächsten Flughäfen sind der Dubuque Regional Airport in Iowa (rund 85 km südwestlich) und der Dane County Regional Airport in Wisconsins Hauptstadt Madison (rund 85 km nordöstlich).

## Bevölkerung
Nach der Volkszählung im Jahr 2010 lebten in der Town of Fayette 376 Menschen in 142 Haushalten. Die Bevölkerungsdichte betrug 4,1 Einwohner pro Quadratkilometer. In den 142 Haushalten lebten statistisch je 2,65 Personen. 
Ethnisch betrachtet bestand die Bevölkerung mit drei Ausnahmen nur aus Weißen. 
23,9 Prozent der Bevölkerung waren unter 18 Jahre alt, 60,4 Prozent waren zwischen 18 und 64 und 15,7 Prozent waren 65 Jahre oder älter. 47,1 Prozent der Bevölkerung war weiblich.
Das mittlere jährliche Einkommen eines Haushalts lag bei 55.208 USD. Das Pro-Kopf-Einkommen betrug 24.131 USD. 10,0 Prozent der Einwohner lebten unterhalb der Armutsgrenze.

## Ortschaften in der Town of Fayette
Auf dem Gebiet der Town of Fayette liegen neben Streubesiedlung folgende gemeindefreie Siedlungen:
- Fayette
- Yellowstone